# Готфрид
Готфрид (Gotfrid, Gotefrid, Gotefred, Gottfried; на латински: Gotfridus; Cotefredus; * 640, † 709) е алемански херцог на Швабия до 709 г.от династията Агилолфинги. Баща е на Лантфрид и Теудебалд, които го наследяват.

## Живот
От един документ от 700 г. в Бад Канстат става ясно, че той подарява на свещеника Magulfus мястото Бибербург до светилището на Свети Гал в манастира в Санкт Гален.
Той е в неприятелски отношения с франските майордоми и защитава независимостта на своето херцогство.

## Фамилия
Готфрид е женен за дъщеря на баварския херцог Теодо II. Техните деца са:
- Лантфрид ( † 730)
- Теудебалд († 746?)
- Одило (* 700, † 8 януари 748), херцогство Бавария
- Хуохинг (* 675, † 744)
- Регарде ∞ Хилдебранд (Хилдепранд), херцог на Сполето (774 – 789).
- Лиутфрид